# Elecciones estatales de Baja Sajonia de 2003
La elección estatal de Baja Sajonia de 2003 se celebró en Baja Sajonia el 2 de febrero de 2003. El gobernante Partido Socialdemócrata (SPD) fue derrotado por la oposición, la Unión Demócrata Cristiana de Alemania (CDU).

## Antecedentes
La elección en Baja Sajonia tenía un significado más amplio que en el propio Estado. La derrota de los socialdemócratas en las elecciones significaría que perderían su escasa mayoría en la cámara alta del parlamento alemán, el Bundesrat. Se pensó que esto podría causar el colapso de la coalición nacional gubernamental de Gerhard Schröder entre los socialdemócratas y el Partido Verde.
En esta elección estatal, el gobierno del SPD presentó por candidato a primer ministro a Sigmar Gabriel, para su primera reelección. Gabriel había ostentado el cargo de primer ministro a partir de 1999 debido al retiro de su predecesor Gerhard Glogowski, el cual a su vez se había convertido en primer ministro en octubre de 1998, después de que su predecesor Gerhard Schroeder fuese elegido canciller.
Para la CDU se postuló por tercera vez Christian Wulff, quién había sido derrotado en las elecciones parlamentarias de 1994 y 1998, por Gerhard Schröder.

## Campaña
La economía se vio como el tema más importante en la elección.
Las encuestas de opinión en diciembre de 2002 mostraron a la Democracia Cristiana en la delantera con el 43% frente al 34% para los socialdemócratas.

## Resultados
| Partido | Partido | %      | Escaños |
| ------- | ------- | ------ | ------- |
|         | CDU     | 48,3 % | 91      |
|         | SPD     | 33,4 % | 63      |
|         | FDP     | 8,1 %  | 15      |
|         | GRÜNE   | 7,6 %  | 14      |
|         | Schill  | 1,0 %  | —       |
|         | PDS     | 0,5 %  | —       |
|         | REP     | 0,4 %  | —       |
|         | GRAUE   | 0,3 %  | —       |
|         | PBC     | 0,2 %  | —       |
|         | ödp     | 0,1 %  | —       |

## Consecuencias
El porcentaje de votos del SPD cayó dramáticamente, y Christian Wulff (CDU) fue capaz de formar una coalición CDU-FDP y convertirse en primer ministro en lugar de Sigmar Gabriel (SPD), quien se convirtió en líder de la oposición tras la elección, después de los trece años en los que el SPD había gobernado en el estado.